# Friedrich Küchenmeister
Gottlob Friedrich Heinrich Küchenmeister (ur. 22 stycznia 1821 w Buchheim, zm. 13 kwietnia 1890) – niemiecki lekarz. 

## Życiorys
Studiował w Lipsku i Pradze, w 1846 został doktorem medycyny. Od 1847 praktykował w Żytawie, a od 1859 w Dreźnie. W jego dorobku znajdują się m.in. prace na temat cyklu życiowego tasiemców.
Wprowadził do medycyny termin situs solitus.

## Wybrane prace
- Versuche über die Metamorphose der Finnen in Bandwürmer. Zittau, 1852
- Entdeckung über die Umwandlung der sechshakigen Brut gewisser Bandwürmer in Blasenbandwürmer. Zittau, 1853
- Über Cestoden im Allgemeinen und die des Menschen insbesondere. Zittau, 1853
- Die in und an dem Körper des lebenden Menschen vorkommenden Parasiten. Leipzig, 1855